# Tom Pauls

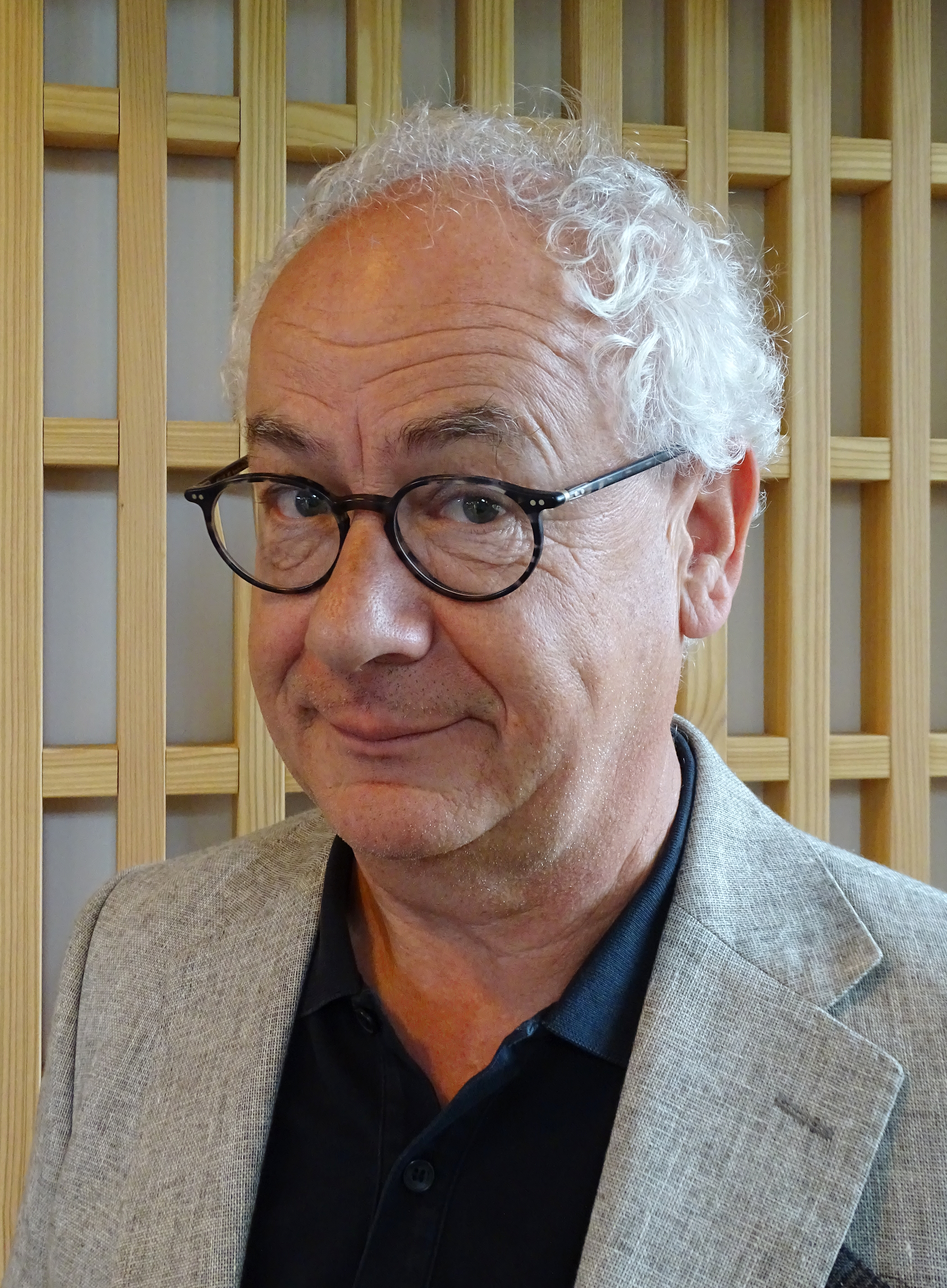
Tom Pauls, 2024

Tom Uwe Pauls (* 26. April 1959 in Leipzig) ist ein deutscher Schauspieler und Kabarettist.

## Leben und Wirken

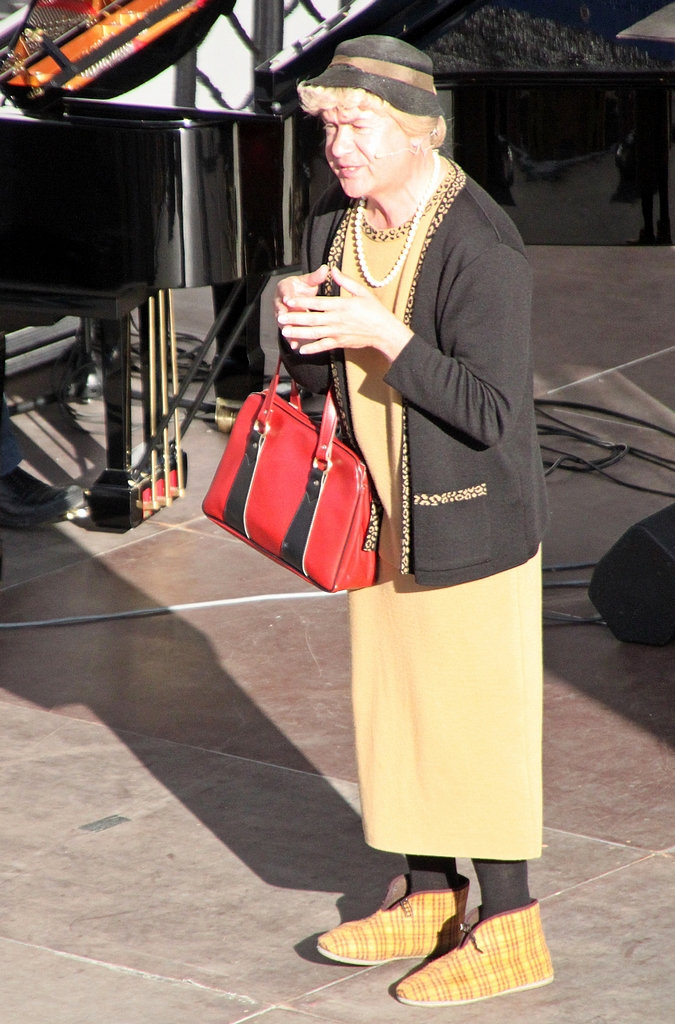
Tom Pauls in seiner Paraderolle als Ilse Bähnert, 2013

Tom Pauls wurde 1959 in Leipzig geboren. Seine Mutter ist eine ehemalige DDR-Fernsehmoderatorin. Seine jüngere Schwester ist die Choreographin Irina Pauls. Während seiner Jugend lebte er in den Leipziger Stadtteilen Marienbrunn und Stötteritz. Er besuchte ab 1965 die 28. Oberschule in Leipzig. Pauls erhielt bereits als Kind Klavier- und Gitarrenunterricht und war ab dem siebten Lebensjahr Mitglied im Rundfunk-Kinderchor Leipzig.
Pauls machte bis 1977 eine Ausbildung zum Säureschutzfacharbeiter. Von 1979 bis 1983 absolvierte er ein Schauspielstudium an der Theaterhochschule Leipzig und war anschließend bis 1990 am Staatsschauspiel Dresden engagiert. Noch während des Studiums gründete er 1982 mit den damaligen Kommilitonen Jürgen Haase und Peter Kube in Dresden das Zwinger-Trio, das über die DDR hinaus bekannt wurde. Pauls spielte 1987 den Lehrer Frank Simon im Fernsehfilm Jeder träumt von einem Pferd und übernahm 1989 im DEFA-Film Zum Teufel mit Harbolla die Hauptrolle des Leutnant Gottfried Engelhardt.
Seit 1990 arbeitet Pauls als freischaffender Schauspieler und Kabarettist und tritt unter anderem auf dem Theaterkahn Dresden, in der Staatsoperette Dresden und im Kleinen Burgtheater Stolpen auf. Zusammen mit Uwe Steimle und Regisseur Holger Böhme schuf er die Figuren Günther Zieschong (gespielt von Steimle) und Ilse Bähnert, wobei sich letztere zu Pauls Paraderolle entwickelt hat. In der Rolle der Ilse Bähnert nach einer Figur von Lene Voigt spielt er eine alte Frau als sächsisches Urgestein. Gemeinsame Programme spielt er auch mit Gunter Böhnke und Bernd-Lutz Lange. Er arbeitete regelmäßig mit der Elbland Philharmonie Sachsen zusammen. Pauls synchronisierte 2000 und 2001 zusammen mit Dieter Bellmann, Joachim Kaps, Manon Straché und anderen Schauspielern die Zeichentrickserie Der Wunschpunsch. Von 2004 bis 2006 war er in der Rolle des Hausmeisters Ottmar Wolf Ensemble-Mitglied der ARD-Serie In aller Freundschaft zu sehen.
2011 eröffnete Pauls sein eigenes Theater in Pirna. Er lebt in Dresden-Loschwitz, ist verheiratet und hat drei Söhne.

## Ilse-Bähnert-Stiftung

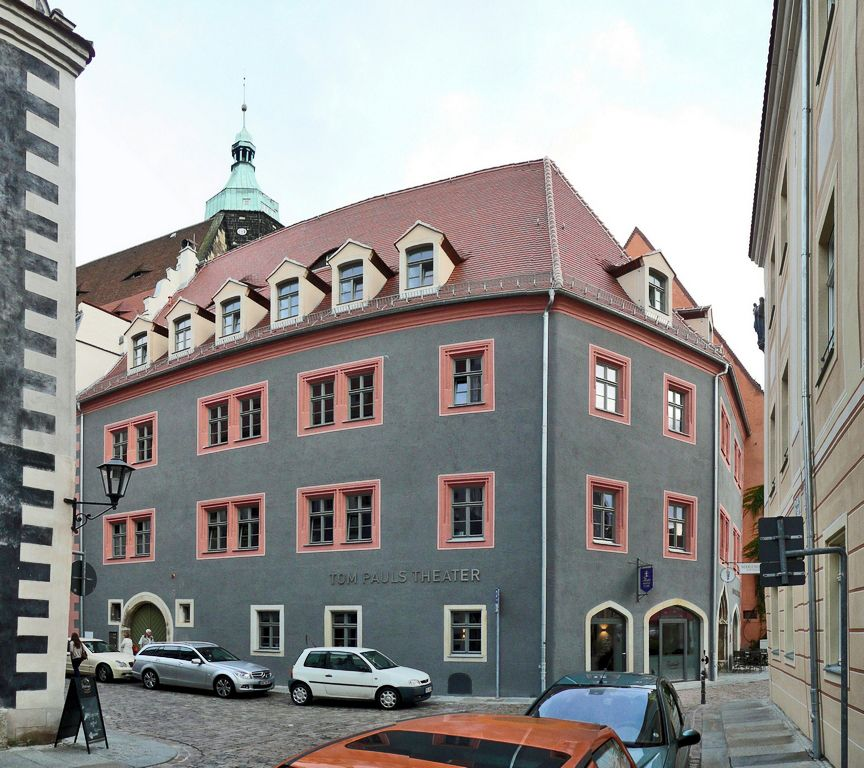
Peter-Ulrich-Haus, Sitz der Ilse-Bähnert-Stiftung in Pirna

Pauls ist Vorstandsvorsitzender der 2007 gegründeten Ilse-Bähnert-Stiftung, die sich die Erhaltung und Pflege der sächsischen Kultur und Sprache zum Ziel gesetzt hat. Dafür unterstützt die Stiftung die Arbeit kultureller Einrichtungen und den Erhalt von Kunst- und Kulturgütern. Erste namhafte Aktion der Stiftung war 2008 die Rekonstruktion und Wiederaufstellung eines Obelisken auf dem Lilienstein, der an die Besteigung des Berges durch Kurfürst August den Starken erinnert. Bis 2011 sanierte die Stiftung in Pirna das kulturhistorisch wertvolle ehemalige Wohnhaus des landesherrlichen Baumeisters Peter Ulrich (u. a. Baumeister der Marienkirche Pirna). Das Peter-Ulrich-Haus fungiert als Sitz der Stiftung und wird seit Eröffnung am 11. November 2011 als Theater mit 199 Plätzen, Museum und Café genutzt.
Die Ilse-Bähnert-Stiftung hat es sich jetzt das Ziel gesetzt, die ersten umfassenden Biographie der Schriftstellerin Lene Voigt zu veröffentlichen. Dafür wird zur finanziellen Projektförderung ein Stifterbrief »De Gogosbalme« und eine Fördermedaille »Lene Voigt« ausgegeben.
Außerdem wird seit 2008 in einer von der Ilse-Bähnert-Stiftung ins Leben gerufenen Aktion das sächsische Wort des Jahres im Dresdner Schauspielhaus gekürt.
Zum 250. Geburtstag des Malers Caspar David Friedrich wurde 2024 mit Unterstützung der Ilse-Bähnert Stiftung am Grabe Friedrichs ein Denkmal eingeweiht.

## Werke

### Bühnenstücke
Solo
- Sächsische Variationen – heeflich, helle, heemdicksch (Premiere am 30. August 1991)
- Jahrmarktsfest zu Plundersweilern
- Zwiefach sind die Phantasien
- Ausgebremst oder der Traum vom Fahren (als Lothar)
- Lothar und der Kormoran (als Lothar)
- Lothar und der Große Geist (als Lothar)
- Ein Sommernachtstraum
- Alfons Zitterbacke
- Das wahre Leben der Ilse Bähnert
- Ein Abend mit Tom Pauls
- Das könnte noch viel schlimmer kommen
- Rettet uns den Goglmosch
- Sächsische und andere Variationen zum Advent (2009)
- Deutschland – Deine Sachsen (2011)
- Ilses Jahresrückblick (2011)
- Sächsische Weihnacht (2011)
- Der neue Gogelmosch (2011)
- Ä Tännchen please – Das Weihnachtsprogramm (alljährlich)
- Mit 80 Jahren um die Welt
- Däschdlmäschdl auf sächsisch
- Best of Tom Pauls
- Das wird mir nicht nochmal passieren

Mit dem Zwinger-Trio
- Mit dem Zwinger-Trio rund um die Welt
- Dem Alltag entflohen
- Krieg im dritten Stock
- Zwingerlotto
- Jenseits der Hast
- Der Glöckner von Notre Dame
- Das Ende vom Anfang
- Goldrausch
- Dinner for One und Ilse Bähnerts 79. Geburtstag
- Die Olsenbande dreht durch (als Egon Olsen)
- Ritter Blaubart
- Die drei von der Tankstelle
- Jawoll meine Herrn
- Best of
- Wenn Drei sich einig sind – Das Zwinger-Trio wird 30
- Jahresrückblick mit dem Zwinger-Trio
- Die Retter der Tafelrunde
- Sächsisches Wort des Jahres 2015
- Ernte 34
- Komikerparade
- 35. Geburtstag des Zwinger-Trio Dresden
- Der Raub der Sabinerinnen

Weitere Kooperationen
- Der Sturm (als Ariel)
- Das Schwitzbad
- Woyzeck (als Andres)
- La Guerra (als Don Cirillo)
- Amadeus (als Wolfgang Amadeus Mozart)
- Die Nibelungen (als Giselher)
- Manche mögen’s heiß (als Daphne)
- Komödie im Dunkeln
- Freunde, Feinde
- Tod eines Handlungsreisenden (als Willy Loman)
- My Fair Lady (als Prof. Higgins)
- Die schöne Helena (als Paris)
- Charleys Tante
- Das Kaffeegespenst (mit Gunter Böhnke und Bernd-Lutz Lange)
- Ostalgie (mit Uwe Steimle)
- Die Fledermaus (als Frosch)
- Das sächsische Wort des Jahres
- Ilse Bähnerts Wunschkonzert (mit der Neuen Elbland Philharmonie)
- Schwarze Augen – Eine Nacht im Russenpuff (mit Katrin Weber und Detlef Rothe)
- Tom und Chérie (mit Katrin Weber)
- Tom & Merry Christmas (mit Katrin Weber)
- Ilses Tubamania
- Quo vadis Pirna?
- Das sächsische Wort des Jahres – der große Nachschlag
- Pirnaer lesen für Pirna(er)
- Alles für die Katz
- Nischd wie hin (mit Bernd-Lutz Lange)
- Sächsische Klassiker (mit Ahmad Mesgarha)
- Schaller & Fränds
- Gipfeltreffen – Güttler, Emmerlich und Pauls
- Das kalte Herz (als Holländer-Michel)

### Filmografie
- 1984: Zeitzünder
- 1986: Zahn um Zahn (TV-Serie, 1 Folge)
- 1987: Polizeiruf 110: Explosion (TV-Reihe)
- 1988: Jeder träumt von einem Pferd (Fernsehfilm)
- 1988: Zeus, Adler, Mistkäfer (Animationsfilm, Synchronsprecher)
- 1988: Die Weihnachtsgans Auguste (Fernsehfilm)
- 1989: Zum Teufel mit Harbolla (Film)
- 1989: Polizeiruf 110: Katharina (TV-Reihe)
- 1989: Prinz Irregang und Jungfer Miseri
- 1990: König Phantasios
- 1992: Go Trabi Go 2 – Das war der wilde Osten
- 1992: Moebius
- 1999: Tatort: Todesangst (TV-Reihe)
- 2000–2001: Der Wunschpunsch (TV-Serie, 52 Folgen, Stimme)
- 2003: Ilse Bähnerts spektakuläre Reise in die Schweiz (TV)
- 2004: Ilse Bähnert – Beiß nicht gleich in jeden Apfel (TV)
- 2004: Liebeserklärung an den sächsischen Humor (TV)
- 2004: Bis der Arzt kommt (TV-Serie, 6 Folgen)
- 2005–2006: In aller Freundschaft (TV-Serie)
- 2006: Die Politesse
- 2008: Das kommt mir spanisch vor! Ilse Bähnert über ihre aufregende Reise nach Andalusien (TV)
- 2014: Ilse Bähnerts Kaffeefahrt nach Österreich (TV)

### CDs und DVDs
- Ostalgie (CD, 1994)
- Das Kaffeegespenst (mit Gunter Böhnke und Bernd-Lutz Lange) (CD, 1997)
- Sächsische Variationen (CD, 1999)
- Typisch mier Sachsen Vol. 2 (u. a. mit Tom Pauls, Böttcher & Fischer, Eberhard Cohrs, Wolfgang Stumph, Uwe Steimle) (CD-Sampler, 1999)
- Ilses Fußball-Lexikon (CD, 2000)
- Zeitensprünge – Das Beste aus 15 Jahren (Gunter Böhnke & Bernd-Lutz Lange mit Tom Pauls) (2 DVD, 2000)
- Zwiefach sind die Phantasien (CD, 2002)
- Melange (CD, 2002)
- The Flöha Concert (CD, 2002)
- Unsere Besten (Tom Pauls & Uwe Steimle) (DVD, 2004)
- Jawoll, meine Herrn – Schlager von Heinz Rühmann und Freunden mit dem Zwinger-Trio und der Neuen Elbland Philharmonie (CD, 2005)
- Zwanzig Jahre Zwinger-Trio (mit der Neuen Elbland Philharmonie) (DVD, 2006)
- Das wahre Leben der Ilse Bähnert (CD, 2006)
- Hoppla! Die Weill-Lenya-Biographie (gelesen von Sophie Rois, Tom Pauls und Götz Kronburger) (6 CD, 2006)
- Zwinger-Trio – Dinner For One, Ilse Bähnerts 79. Geburtstag (DVD, 2006) (auch einzeln vertrieben)
- Tom Pauls liest Alfons Zitterbacke (CD, 2008)
- Ilse Bähnert jagt Dr. Nu (2 CDs, 2009)
- Rettet uns den Gogelmosch (CD und Audiobook, 2009)
- Bähnert & Zieschong Der Film (Tom Pauls & Uwe Steimle) (DVD, 2012)
- Ilses kleines Dynamo-Lexikon (Tom Pauls, Gert Zimmermann, Mario Süßenguth) (CD, 2013)

### Schriften
- Das wahre Leben der Ilse Bähnert Aufgeschrieben von Peter Ufer. Edition Sächsische Zeitung, Dresden 2006, ISBN 3-938325-22-4.
- Ilse Bähnert jagt Dr. Nu (mit Mario Süßenguth), Edition Sächsische Zeitung, Dresden 2009, ISBN 978-3-938325-69-8.
- Eiserne Ration für fichilante Sachsen: Geschichten und Gedichte, die jeder kennen sollte, Hohenheim Verlag 2010, ISBN 978-3-89850-207-8.
- Ilse Bähnert und der Frosch ohne Maske (mit Mario Süßenguth), Edition Sächsische Zeitung, Dresden 2012
- Verrückte Geschichten aus einem untergegangen Land (mit Peter Ufer), Dresden 2012
- Deutschland, Deine Sachsen (mit Peter Ufer), Verlag Edition Sächsische Zeit, Dresden 2012, ISBN 978-3-943444-05-6.
- mit Peter Ufer: Meine Lene. Aufbau, Berlin 2017, ISBN 978-3-351-03689-8.